# Union suisse des paysans
L'Union suisse des paysans (USP, appelée Schweizer Bauernverband en allemand et Unione Svizzera dei Contadini en italien) est l'organisation faîtière de l'agriculture suisse.

## But et membres de l'association
Classée parmi les fédérations majeures du pays, l'Union suisse des paysans défend les intérêts des quelque 52 000 familles paysannes en Suisse. Son but premier est « de garantir aux paysans leur revenu et leur existence ».
La faîtière agricole se compose des membres suivants :
- 25 chambres cantonales d'agriculture ;
- 21 organisations spécialisées dans la production animale ;
- 14 organisations spécialisées dans la production végétale ;
- 7 fédérations de coopératives agricoles ;
- 14 autres sections.

Les agriculteurs ne sont pas des membres directs de l’Union suisse des paysans, mais ils sont affiliés à la chambre d’agriculture de leur canton.

## Organisation
En vertu des statuts de l’association, les organes statutaires de l’Union suisse des paysans sont :
- l’Assemblée des délégués (pouvoir suprême de l’association, elle se compose de 495 à 505 délégués) ;
- la Chambre suisse d’agriculture (elle tient lieu de parlement de l’association et se compose de 98 à 105 membres) ;
- le Comité (organe dirigeant de l’association, il regroupe le président, les vice-présidents et 16 à 19 membres de la Chambre suisse d’agriculture) ;
- l’organe de révision légal et l’organe de révision interne comme instances de contrôle.

La direction, composée de cinq membres, dirige le secrétariat et les divers prestataires de services de l’Union suisse des paysans.
Le secrétariat de l’Union suisse des paysans s’est installé à Brugg, dans le canton d’Argovie, à l’automne 1900. Il dispose aussi d’une antenne abritant des bureaux dans la capitale fédérale, Berne. Le secrétariat est constitué de quatre grands départements :
- le département Production, marché et écologie
- le département Économie, formation et relations internationales
- le département Affaires sociales et prestataires de services
- le département Communication et services internes

Au 31 décembre 2017, le secrétariat de l’Union suisse des paysans occupait 122 personnes (60 à plein temps et 62 à temps partiel). Cet effectif ne comprend pas les employés de certains prestataires de services, comme les entreprises du groupe Agrisano.

## Histoire
L'Union suisse des paysans est fondée en 1897 à Berne avant de déménager trois ans plus tard à Brugg, l'épouse du premier directeur, Ernst Laur, étant originaire de cette région et refusant de partir pour la capitale. Au début simple syndicat d'agriculteur, l'association va rapidement grandir pour devenir une fédération employant près de 80 personnes à temps plein.
En 1932 est fondée l'Union des paysannes suisses, dont Hanni Pestalozzi est membre puis présidente de 1946 à 1952.

## Présidents depuis 1897
| Nom               | Durée du mandat  |
| ----------------- | ---------------- |
| Johann Jenny      | 1897-1930        |
| Franz Moser       | 1930-1935        |
| Ferdinand Porchet | 1935-1949        |
| Rudolf Reichling  | 1949-1961        |
| Joachim Weber     | 1961-1974        |
| Peter Gerber      | 1974-1988        |
| Jean Savary       | 1988-1992        |
| Marcel Sandoz     | 1992-2000        |
| Hansjörg Walter   | 2000-2012        |
| Markus Ritter     | 2012-aujourd'hui |

## Directeurs depuis 1897
| Nom               | Durée du mandat  |
| Ernst Laur        | 1898-1939        |
| Oskar Owald       | 1939-1949        |
| Ernst Jaggi       | 1949-1958        |
| René Juri         | 1958-1987        |
| Melchior Ehrler   | 1987-2002        |
| Jacques Bourgeois | 2002-2020        |
| Martin Rufer      | 2020-aujourd'hui |

## Prises de position

### Initiative biodiversité
En 2024, l'USP prend position contre l'initiative fédérale sur la protection de la biodiversité, qu'elle qualifie "d'extrême". Elle fait également partie de l'alliance regroupant plusieurs faitières économiques contre l'initiative.

## Référence
1. ↑  « Fédérations », sur Dictionnaire historique de la Suisse (consulté le 20 mars 2018).
2. ↑  « Art. 4 des statuts de l'Union suisse des paysans », sur sbv-usp.ch
3. ↑  « Rapport annuel 2017 », sur sbv-usp.ch
4. ↑  (de) « Pestalozzi, Hanni », sur hls-dhs-dss.ch (consulté le 18 mai 2020).
5. ↑  « Initiative biodiversité », sur Union suisse des paysans (consulté le 5 septembre 2024)
6. ↑  « Alliance contre l’initiative extrême sur la biodiversité », sur Non à l'initiative extrême sur la biodiversité (consulté le 5 septembre 2024)